# Placówka Straży Granicznej I linii „Podspady”

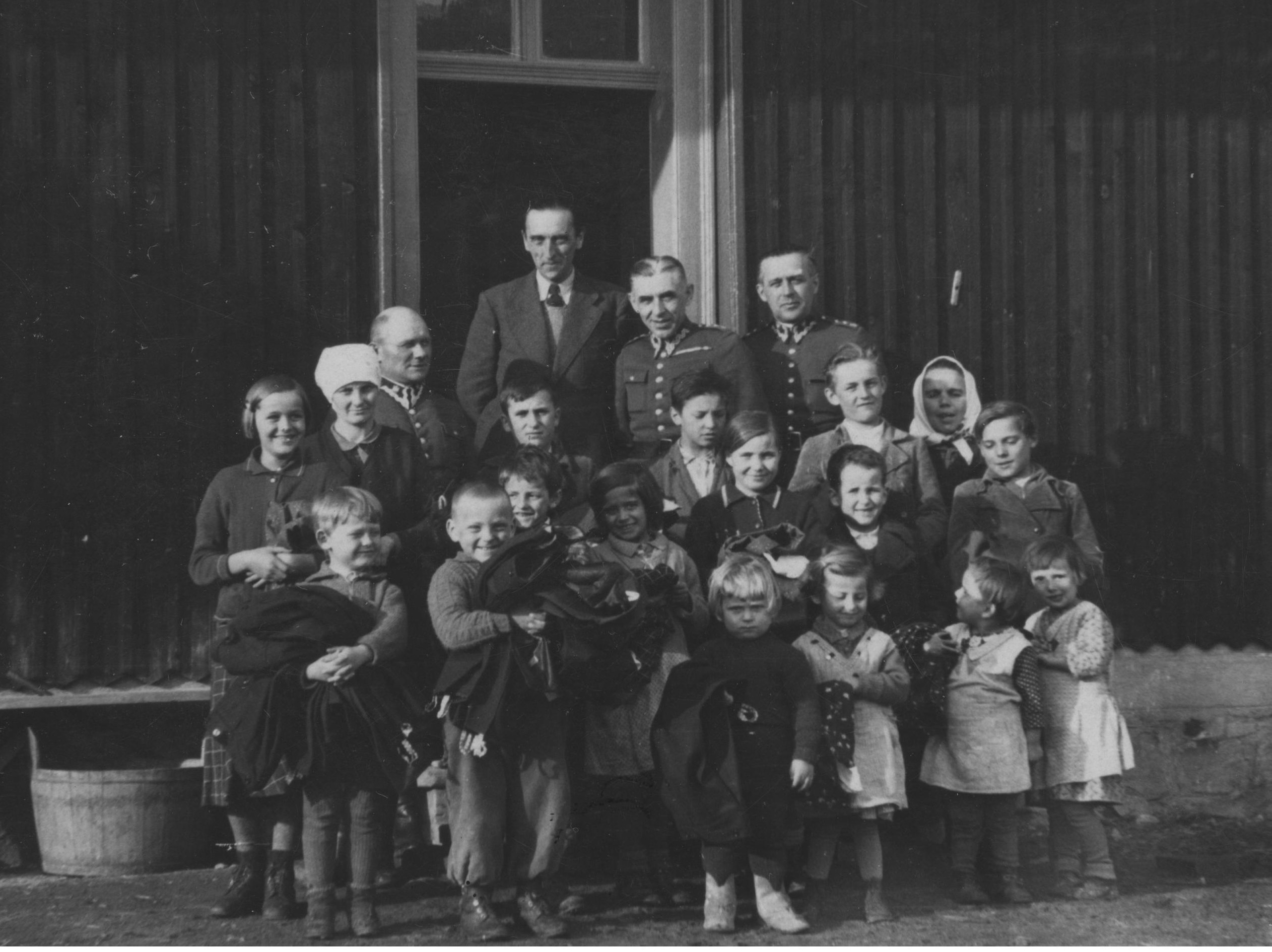
Dzieci w Podspadach obdarowane ubraniami przez OK SG w Nowym Targu. Widoczni także m.in. komisarze SG: Widecki i Roman Bogdanowicz.

Placówka Straży Granicznej I linii „Podspady” – jednostka organizacyjna Straży Granicznej pełniąca służbę ochronną na granicy polsko-czechosłowackiej w okresie międzywojennym.

## Formowanie i zmiany organizacyjne
Rozporządzeniem Prezydenta Rzeczypospolitej Polskiej Ignacego Mościckiego z 22 marca 1928 roku, do ochrony północnej, zachodniej i południowej granicy państwa, a w szczególności do ich ochrony celnej, powoływano z dniem 2 kwietnia 1928 roku  Straż Graniczną.
Rozkazem nr 5 z 16 maja 1928 roku w sprawie organizacji Małopolskiego Inspektoratu Okręgowego dowódca Straży Granicznej gen. bryg. Stefan Pasławski określił strukturę organizacyjną komisariatu SG „Zakopane”. 
Rozkazem nr 3 z 31 grudnia 1938 roku w sprawach reorganizacji jednostek na terenach Śląskiego, Zachodniomałopolskiego i Wschodniomałopolskiego okręgów Straży Granicznej, a także utworzenia nowych komisariatów i placówek, komendant Straży Granicznej płk Jan Gorzechowski, działając na podstawie upoważnienia Ministra Skarbu z 14 października 1938 roku, utworzył placówkę I linii „Podspady”.

## Służba graniczna
Sąsiednie placówki
- placówka Straży Granicznej I linii „Łysa Polana” ⇔ placówka Straży Granicznej I linii „Jurgów”− 1938[3]